# Кростау
Кростау (нем. Crostau; в.-луж. Chróstawa) — бывшая община в немецкой федеральной земле Саксония. С 1 января 2011 года входит в состав города Ширгисвальде-Киршау.
Подчиняется административному округу Дрезден. Входит в состав района Баутцен. На 31 декабря 2010 года население Кростау составляло 1602 человек. Занимает площадь 9,32 км².
Община подразделялась на 4 сельских округа.
- Общий вид на Кростау
- Типичный жилой дом